# Tom Tryon
Thomas „Tom“ Tryon (* 14. Januar 1926 in Hartford, Connecticut; † 4. September 1991 in Los Angeles, Kalifornien) war ein US-amerikanischer Schauspieler und Schriftsteller.

## Leben

### Schauspielkarriere
Tryon wird oft als Sohn des Schauspielers Glenn Tryon bezeichnet, sein Vater war jedoch der Herrenausstatter Arthur Lane Tryon (Nachfahre des Generals William Tryon). Er wuchs in Wethersfield auf und meldete sich 17-jährig zum Militärdienst. Von 1943 bis 1946 diente Tryon bei der US Navy im Südpazifik als Funker. Danach war er als Bühnenbauer und Schauspieler bei einer Theatergruppe in Dennis, Massachusetts, beschäftigt. Im Jahr 1953 gab er sein Broadway-Debüt im Musical Wish You Were Here. Ehe er 1955 nach Kalifornien umzog und dort seine Karriere als Schauspieler begann, arbeitete er als Produktionsassistent bei CBS.
Nach zwei kleinen Auftritten in der kurzlebigen Serie The Way of the World und der Westernserie Frontier debütierte er 1956 in dem Spielfilm Alle Spuren verwischt und gab 1958 den Außerirdischen in I Married a Monster from Outer Space. Von 1958 bis 1961 spielte er die Titelrolle in der Disney-Serie Texas John Slaughter; in dieser Zeit übernahm er aber zugleich auch mehrere Kinorollen wie den Machlon in der Bibelverfilmung Das Buch Ruth von 1960. Im Jahr 1962 trat Tryon in Marilyn Monroes letztem und unvollendetem Film Something’s Got to Give auf. Im gleichen Jahr war er in einer kleinen Nebenrolle in Der längste Tag zu sehen. 
Seine bedeutendste Filmrolle spielte Tryon 1963 als Titelfigur in Otto Premingers aufwendig inszeniertem Filmdrama Der Kardinal. Für seine Darstellung des katholischen Priesters und späteren Kardinals Stephen Fermoyle in diesem Film erhielt er eine Golden-Globe-Nominierung in der Kategorie Bester Hauptdarsteller – Drama. Zwei Jahre später übernahm er, wiederum unter Premingers Regie, eine größere Nebenrolle in dem Kriegsfilm Erster Sieg. Es gelang Tryon allerdings nicht, sich dauerhaft als Hollywood-Star zu etablieren. Er spielte ab Mitte der 1960er-Jahre nur noch einige weniger wichtige Film- und Serienrollen, ehe er sich 1971 ganz von der Schauspielerei zurückzog.

### Erfolge als Schriftsteller
Im Anschluss an seine Schauspielkarriere wurde Tryon als Schriftsteller tätig und veröffentlichte insgesamt acht Romane, dazu zwei Bände mit Kurzgeschichten. 1971 schrieb Tryon, inspiriert durch Rosemary’s Baby, den Horrorroman The Other. Das Buch handelt von neunjährigen Zwillingen, die auf einer kleinen Farm leben und den Menschen ihrer Umgebung Streiche spielen, bis das „Spiel“ bösartiger wird und einer der Zwillinge den anderen verdächtigt, sogar für Todesfälle verantwortlich zu sein. Nachdem das Buch ein Bestseller geworden war, beschloss Tryon, sich nur noch dem Schreiben zu widmen. 1972 produzierte er die Verfilmung von The Other mit Diana Muldaur, Uta Hagen und John Ritter (Regie: Robert Mulligan). 
1973 erschien der Roman Harvest Home, der die Vorlagen für die Miniserie The Dark Secret of Harvest Home mit Bette Davis lieferte. Einen weiteren Bestseller landete Tryon mit dem Buch Crowned Heads, das 1976 veröffentlicht wurde und vier Erzählungen über das alte Hollywood enthält. Eine der vier Geschichten, Fedora, wurde 1978 in den gleichnamigen Kinofilm unter Regie von Billy Wilder adaptiert. Für die Verfilmungsrechte an Tryons Buch wurden 2,3 Millionen Dollar gezahlt.
Während er als Schauspieler den Namen Tom Tryon verwendete, verfasste er seine Romane wieder unter seinem Geburtsnamen Thomas Tryon. 

### Privates
Tryon war von 1956 bis 1958 mit Ann L. Noyes verheiratet, aber nach Angaben diverser Hollywood-Biografen eigentlich homosexuell. 1991 erlag er im Alter von 65 Jahren einer Krebserkrankung. Tryons Nachlassverwalter C. Thomas Holloway machte in seinem 2013 veröffentlichten Buch Dangerous Crossing öffentlich, dass Tryon HIV-positiv gewesen und die Krebserkrankung wahrscheinlich durch die Folgen von HIV entstanden sei.

## Filmografie (Auswahl)

### Als Darsteller
Kino
- 1956: Mit blanker Waffe (The Screaming Eagles)
- 1956: Alle Spuren verwischt (The Scarlet Hour)
- 1956: Rivalen ohne Gnade (Three Violent People)
- 1957: Weib ohne Gewissen (The Unholy Wife)
- 1958: I Married a Monster from Outer Space
- 1960: Das Buch Ruth (The Story of Ruth)
- 1961: Teufelskerle in Fernost (Marines, Let’s Go)
- 1962: Mondgeflüster (Moon Pilot)
- 1962: Der längste Tag (The Longest Day)
- 1963: Der Kardinal (The Cardinal)
- 1965: Die glorreichen Reiter (The Glory Guys)
- 1965: Erster Sieg (In Harm’s Way)
- 1968: Blutspur (Persecución hasta Valencia)
- 1969: Der leuchtende Tod (Color Me Dead)
- 1971: Johnny zieht in den Krieg (Johnny Got His Gun)
- 1971: Die Steppenreiter (The Horsemen)

Fernsehen
- 1955: The Way of the World (Fernsehserie, eine Episode)
- 1955: Frontier (Fernsehserie, zwei Episoden)
- 1955–1957: Matinee Theatre (Fernsehserie, sechs Episoden)
- 1956–1957: Jane Wyman Presents The Fireside Theatre (Fernsehserie, drei Episoden)
- 1957: The 20th Century-Fox Hour (Fernsehserie, eine Episode)
- 1957: Playhouse 90 (Fernsehserie, eine Episode)
- 1957: Abenteuer im wilden Westen (Zane Grey Theater, Fernsehserie, eine Episode)
- 1957: Lux Video Theatre (Fernsehserie, eine Episode)
- 1958: Wagon Train (Fernsehserie, eine Episode)
- 1958: The Restless Gun (Fernsehserie, eine Episode)
- 1958: General Electric Theater (Fernsehserie, eine Episode)
- 1958: The Millionaire (Fernsehserie, eine Episode)
- 1958–1961: Disneyland (Fernsehserie, siebzehn Episoden)
- 1962–1970: Die Leute von der Shiloh Ranch (The Virginian, Fernsehserie, vier Episoden)
- 1965–1967: Bob Hope Presents the Chrysler Theatre (Fernsehserie, zwei Episoden)
- 1963: Dr. Kildare (Fernsehserie, eine Episode)
- 1965: Stunde der Entscheidung (Kraft Suspense Theatre, Fernsehserie, eine Episode)
- 1966: Big Valley (Fernsehserie, eine Episode)
- 1967: The Road West (Fernsehserie, eine Episode)
- 1967: Winchester 73

### Als Filmproduzent
- 1971: Johnny zieht in den Krieg (Johnny Got His Gun)
- 1972: The Other

### Als Drehbuchautor
- 1972: The Other
- 1978: Fedora
- 1978: The Dark Secret of Harvest Home (Fernsehminiserie)

## Bibliografie
- 1971: The Other
- 1973: Harvest Home
- 1974: Lady
- 1976: Crowned Heads (Kurzgeschichtensammlung)
- 1986: All That Glitters (Kurzgeschichtensammlung)
- 1989: The Night of the Moonbow
- 1990: The Wings of the Morning
- 1991: In the Fire of Spring
- 1992: The Adventures of Opal and Cupid
- 1995: Night Magic